# Уманці (село)
У́манці — село в Україні, у Луцькому районі Волинської області. Входить до складу Горохівської міської громади. Населення становить 174 особи.

## Історія
12 червня 2020 року, відповідно до розпорядження Кабінету Міністрів України № 708-р «Про визначення адміністративних центрів та затвердження територій територіальних громад Волинської області», село увійшло в склад Горохівської міської громади.
19 липня 2020 року, в результаті адміністративно-територіальної реформи та ліквідації Горохівського району, село увійшло до складу новоутвореного Луцького району.

## Населення
Згідно з переписом УРСР 1989 року чисельність наявного населення села становила 205 осіб, з яких 77 чоловіків та 128 жінок.
За переписом населення України 2001 року в селі мешкали 174 особи. 100 % населення вказало своєю рідною мовою українську мову.